# پلیفورد، سافک
پلیفورد (به انگلیسی: Playford) یک روستا و محله مدنی در بریتانیا است که در Suffolk Coastal واقع شده‌است. پلیفورد ۲۱۵ نفر جمعیت دارد.